# Canadian Premier League de 2022
A Canadian Premier League de 2022 foi a quarta temporada da Canadian Premier League, a primeira divisão do futebol no Canadá. O Forge Football Club foi o grande campeão após vencer o Atlético Ottawa na final por 2x0.
A temporada regular começou em 07 de Abril 2022 e encerrou-se no dia 9 Outubro 2022. Cada equipe jogou quatro partidas contra cada uma das outras sete equipes, totalizando 28 partidas por equipe.

## Mudanças de equipe
Oito equipes que participaram da temporada de 2021 da Canadian Premier League retornaram novamente para a temporada de 2022. As futuras equipes de expansão de Vancouver e Saskatchewan ainda não competiram está temporada. Mas é esperado que nas próximas temporadas as equipes entre na liga.

## Equipes

### Pessoal e patrocínio
| Equipe          | Treinador          | Capitão         | Patrocinador da camisa | Equipamentos |
| --------------- | ------------------ | --------------- | ---------------------- | ------------ |
| Atlético Ottawa | Carlos González    | Drew Beckie     | ComeOn!                | Macron       |
| Cavalry         | Tommy Wheeldon Jr. |                 | WestJet                | Macron       |
| FC Edmonton     | Alan Koch          |                 | Swoop                  | Macron       |
| Forge           | Bobby Smyrniotis   | Kyle Bekker     | Tim Hortons            | Macron       |
| HFX Wanderers   | Stephen Hart       | Andre Rampersad | Volkswagen             | Macron       |
| Pacific         | James Merriman     | Jamar Dixon     | Volkswagen             | Macron       |
| Valour          | Phillip Dos Santos | Daryl Fordyce   | OneSoccer              | Macron       |
| York United     | Martin Nash        | Roger Thompson  | Macron                 | Macron       |

### Estádios e locais
| Atlético Ottawa | Cavalry FC | FC Edmonton | Forge FC | | | | |
| TD Place Stadium | ATCO Field | Clarke Stadium | Tim Hortons Field | | | | |
| Capacidade: 24 000 | Capacidade: 5 288 | Capacidade: 5 100 | Capacidade: 10 061 | | | | |
| | | | | | | | |
| HFX Wanderers | \| Atlético Ottawa Cavalry FC FC Edmonton Forge FC HFX Wanderers Pacific FC Valour FC York UnitedLocalização das equipes participantes da Canadian Premier League de 2022. \| | \| Atlético Ottawa Cavalry FC FC Edmonton Forge FC HFX Wanderers Pacific FC Valour FC York UnitedLocalização das equipes participantes da Canadian Premier League de 2022. \| | \| Atlético Ottawa Cavalry FC FC Edmonton Forge FC HFX Wanderers Pacific FC Valour FC York UnitedLocalização das equipes participantes da Canadian Premier League de 2022. \| | \| Atlético Ottawa Cavalry FC FC Edmonton Forge FC HFX Wanderers Pacific FC Valour FC York UnitedLocalização das equipes participantes da Canadian Premier League de 2022. \| | \| Atlético Ottawa Cavalry FC FC Edmonton Forge FC HFX Wanderers Pacific FC Valour FC York UnitedLocalização das equipes participantes da Canadian Premier League de 2022. \| | \| Atlético Ottawa Cavalry FC FC Edmonton Forge FC HFX Wanderers Pacific FC Valour FC York UnitedLocalização das equipes participantes da Canadian Premier League de 2022. \| | \| Atlético Ottawa Cavalry FC FC Edmonton Forge FC HFX Wanderers Pacific FC Valour FC York UnitedLocalização das equipes participantes da Canadian Premier League de 2022. \| |
| Wanderers Grounds | \| Atlético Ottawa Cavalry FC FC Edmonton Forge FC HFX Wanderers Pacific FC Valour FC York UnitedLocalização das equipes participantes da Canadian Premier League de 2022. \| | \| Atlético Ottawa Cavalry FC FC Edmonton Forge FC HFX Wanderers Pacific FC Valour FC York UnitedLocalização das equipes participantes da Canadian Premier League de 2022. \| | \| Atlético Ottawa Cavalry FC FC Edmonton Forge FC HFX Wanderers Pacific FC Valour FC York UnitedLocalização das equipes participantes da Canadian Premier League de 2022. \| | \| Atlético Ottawa Cavalry FC FC Edmonton Forge FC HFX Wanderers Pacific FC Valour FC York UnitedLocalização das equipes participantes da Canadian Premier League de 2022. \| | \| Atlético Ottawa Cavalry FC FC Edmonton Forge FC HFX Wanderers Pacific FC Valour FC York UnitedLocalização das equipes participantes da Canadian Premier League de 2022. \| | \| Atlético Ottawa Cavalry FC FC Edmonton Forge FC HFX Wanderers Pacific FC Valour FC York UnitedLocalização das equipes participantes da Canadian Premier League de 2022. \| | \| Atlético Ottawa Cavalry FC FC Edmonton Forge FC HFX Wanderers Pacific FC Valour FC York UnitedLocalização das equipes participantes da Canadian Premier League de 2022. \| |
| Capacidade: 6 200 | \| Atlético Ottawa Cavalry FC FC Edmonton Forge FC HFX Wanderers Pacific FC Valour FC York UnitedLocalização das equipes participantes da Canadian Premier League de 2022. \| | \| Atlético Ottawa Cavalry FC FC Edmonton Forge FC HFX Wanderers Pacific FC Valour FC York UnitedLocalização das equipes participantes da Canadian Premier League de 2022. \| | \| Atlético Ottawa Cavalry FC FC Edmonton Forge FC HFX Wanderers Pacific FC Valour FC York UnitedLocalização das equipes participantes da Canadian Premier League de 2022. \| | \| Atlético Ottawa Cavalry FC FC Edmonton Forge FC HFX Wanderers Pacific FC Valour FC York UnitedLocalização das equipes participantes da Canadian Premier League de 2022. \| | \| Atlético Ottawa Cavalry FC FC Edmonton Forge FC HFX Wanderers Pacific FC Valour FC York UnitedLocalização das equipes participantes da Canadian Premier League de 2022. \| | \| Atlético Ottawa Cavalry FC FC Edmonton Forge FC HFX Wanderers Pacific FC Valour FC York UnitedLocalização das equipes participantes da Canadian Premier League de 2022. \| | \| Atlético Ottawa Cavalry FC FC Edmonton Forge FC HFX Wanderers Pacific FC Valour FC York UnitedLocalização das equipes participantes da Canadian Premier League de 2022. \| |
| | \| Atlético Ottawa Cavalry FC FC Edmonton Forge FC HFX Wanderers Pacific FC Valour FC York UnitedLocalização das equipes participantes da Canadian Premier League de 2022. \| | \| Atlético Ottawa Cavalry FC FC Edmonton Forge FC HFX Wanderers Pacific FC Valour FC York UnitedLocalização das equipes participantes da Canadian Premier League de 2022. \| | \| Atlético Ottawa Cavalry FC FC Edmonton Forge FC HFX Wanderers Pacific FC Valour FC York UnitedLocalização das equipes participantes da Canadian Premier League de 2022. \| | \| Atlético Ottawa Cavalry FC FC Edmonton Forge FC HFX Wanderers Pacific FC Valour FC York UnitedLocalização das equipes participantes da Canadian Premier League de 2022. \| | \| Atlético Ottawa Cavalry FC FC Edmonton Forge FC HFX Wanderers Pacific FC Valour FC York UnitedLocalização das equipes participantes da Canadian Premier League de 2022. \| | \| Atlético Ottawa Cavalry FC FC Edmonton Forge FC HFX Wanderers Pacific FC Valour FC York UnitedLocalização das equipes participantes da Canadian Premier League de 2022. \| | \| Atlético Ottawa Cavalry FC FC Edmonton Forge FC HFX Wanderers Pacific FC Valour FC York UnitedLocalização das equipes participantes da Canadian Premier League de 2022. \| |
| Pacific FC | \| Atlético Ottawa Cavalry FC FC Edmonton Forge FC HFX Wanderers Pacific FC Valour FC York UnitedLocalização das equipes participantes da Canadian Premier League de 2022. \| | \| Atlético Ottawa Cavalry FC FC Edmonton Forge FC HFX Wanderers Pacific FC Valour FC York UnitedLocalização das equipes participantes da Canadian Premier League de 2022. \| | \| Atlético Ottawa Cavalry FC FC Edmonton Forge FC HFX Wanderers Pacific FC Valour FC York UnitedLocalização das equipes participantes da Canadian Premier League de 2022. \| | \| Atlético Ottawa Cavalry FC FC Edmonton Forge FC HFX Wanderers Pacific FC Valour FC York UnitedLocalização das equipes participantes da Canadian Premier League de 2022. \| | \| Atlético Ottawa Cavalry FC FC Edmonton Forge FC HFX Wanderers Pacific FC Valour FC York UnitedLocalização das equipes participantes da Canadian Premier League de 2022. \| | \| Atlético Ottawa Cavalry FC FC Edmonton Forge FC HFX Wanderers Pacific FC Valour FC York UnitedLocalização das equipes participantes da Canadian Premier League de 2022. \| | \| Atlético Ottawa Cavalry FC FC Edmonton Forge FC HFX Wanderers Pacific FC Valour FC York UnitedLocalização das equipes participantes da Canadian Premier League de 2022. \| |
| Starlight Stadium | \| Atlético Ottawa Cavalry FC FC Edmonton Forge FC HFX Wanderers Pacific FC Valour FC York UnitedLocalização das equipes participantes da Canadian Premier League de 2022. \| | \| Atlético Ottawa Cavalry FC FC Edmonton Forge FC HFX Wanderers Pacific FC Valour FC York UnitedLocalização das equipes participantes da Canadian Premier League de 2022. \| | \| Atlético Ottawa Cavalry FC FC Edmonton Forge FC HFX Wanderers Pacific FC Valour FC York UnitedLocalização das equipes participantes da Canadian Premier League de 2022. \| | \| Atlético Ottawa Cavalry FC FC Edmonton Forge FC HFX Wanderers Pacific FC Valour FC York UnitedLocalização das equipes participantes da Canadian Premier League de 2022. \| | \| Atlético Ottawa Cavalry FC FC Edmonton Forge FC HFX Wanderers Pacific FC Valour FC York UnitedLocalização das equipes participantes da Canadian Premier League de 2022. \| | \| Atlético Ottawa Cavalry FC FC Edmonton Forge FC HFX Wanderers Pacific FC Valour FC York UnitedLocalização das equipes participantes da Canadian Premier League de 2022. \| | \| Atlético Ottawa Cavalry FC FC Edmonton Forge FC HFX Wanderers Pacific FC Valour FC York UnitedLocalização das equipes participantes da Canadian Premier League de 2022. \| |
| Capacidade: 6 200 | \| Atlético Ottawa Cavalry FC FC Edmonton Forge FC HFX Wanderers Pacific FC Valour FC York UnitedLocalização das equipes participantes da Canadian Premier League de 2022. \| | \| Atlético Ottawa Cavalry FC FC Edmonton Forge FC HFX Wanderers Pacific FC Valour FC York UnitedLocalização das equipes participantes da Canadian Premier League de 2022. \| | \| Atlético Ottawa Cavalry FC FC Edmonton Forge FC HFX Wanderers Pacific FC Valour FC York UnitedLocalização das equipes participantes da Canadian Premier League de 2022. \| | \| Atlético Ottawa Cavalry FC FC Edmonton Forge FC HFX Wanderers Pacific FC Valour FC York UnitedLocalização das equipes participantes da Canadian Premier League de 2022. \| | \| Atlético Ottawa Cavalry FC FC Edmonton Forge FC HFX Wanderers Pacific FC Valour FC York UnitedLocalização das equipes participantes da Canadian Premier League de 2022. \| | \| Atlético Ottawa Cavalry FC FC Edmonton Forge FC HFX Wanderers Pacific FC Valour FC York UnitedLocalização das equipes participantes da Canadian Premier League de 2022. \| | \| Atlético Ottawa Cavalry FC FC Edmonton Forge FC HFX Wanderers Pacific FC Valour FC York UnitedLocalização das equipes participantes da Canadian Premier League de 2022. \| |
| | \| Atlético Ottawa Cavalry FC FC Edmonton Forge FC HFX Wanderers Pacific FC Valour FC York UnitedLocalização das equipes participantes da Canadian Premier League de 2022. \| | \| Atlético Ottawa Cavalry FC FC Edmonton Forge FC HFX Wanderers Pacific FC Valour FC York UnitedLocalização das equipes participantes da Canadian Premier League de 2022. \| | \| Atlético Ottawa Cavalry FC FC Edmonton Forge FC HFX Wanderers Pacific FC Valour FC York UnitedLocalização das equipes participantes da Canadian Premier League de 2022. \| | \| Atlético Ottawa Cavalry FC FC Edmonton Forge FC HFX Wanderers Pacific FC Valour FC York UnitedLocalização das equipes participantes da Canadian Premier League de 2022. \| | \| Atlético Ottawa Cavalry FC FC Edmonton Forge FC HFX Wanderers Pacific FC Valour FC York UnitedLocalização das equipes participantes da Canadian Premier League de 2022. \| | \| Atlético Ottawa Cavalry FC FC Edmonton Forge FC HFX Wanderers Pacific FC Valour FC York UnitedLocalização das equipes participantes da Canadian Premier League de 2022. \| | \| Atlético Ottawa Cavalry FC FC Edmonton Forge FC HFX Wanderers Pacific FC Valour FC York UnitedLocalização das equipes participantes da Canadian Premier League de 2022. \| |
| Valour FC | \| Atlético Ottawa Cavalry FC FC Edmonton Forge FC HFX Wanderers Pacific FC Valour FC York UnitedLocalização das equipes participantes da Canadian Premier League de 2022. \| | \| Atlético Ottawa Cavalry FC FC Edmonton Forge FC HFX Wanderers Pacific FC Valour FC York UnitedLocalização das equipes participantes da Canadian Premier League de 2022. \| | \| Atlético Ottawa Cavalry FC FC Edmonton Forge FC HFX Wanderers Pacific FC Valour FC York UnitedLocalização das equipes participantes da Canadian Premier League de 2022. \| | \| Atlético Ottawa Cavalry FC FC Edmonton Forge FC HFX Wanderers Pacific FC Valour FC York UnitedLocalização das equipes participantes da Canadian Premier League de 2022. \| | \| Atlético Ottawa Cavalry FC FC Edmonton Forge FC HFX Wanderers Pacific FC Valour FC York UnitedLocalização das equipes participantes da Canadian Premier League de 2022. \| | \| Atlético Ottawa Cavalry FC FC Edmonton Forge FC HFX Wanderers Pacific FC Valour FC York UnitedLocalização das equipes participantes da Canadian Premier League de 2022. \| | \| Atlético Ottawa Cavalry FC FC Edmonton Forge FC HFX Wanderers Pacific FC Valour FC York UnitedLocalização das equipes participantes da Canadian Premier League de 2022. \| |
| IG Field | \| Atlético Ottawa Cavalry FC FC Edmonton Forge FC HFX Wanderers Pacific FC Valour FC York UnitedLocalização das equipes participantes da Canadian Premier League de 2022. \| | \| Atlético Ottawa Cavalry FC FC Edmonton Forge FC HFX Wanderers Pacific FC Valour FC York UnitedLocalização das equipes participantes da Canadian Premier League de 2022. \| | \| Atlético Ottawa Cavalry FC FC Edmonton Forge FC HFX Wanderers Pacific FC Valour FC York UnitedLocalização das equipes participantes da Canadian Premier League de 2022. \| | \| Atlético Ottawa Cavalry FC FC Edmonton Forge FC HFX Wanderers Pacific FC Valour FC York UnitedLocalização das equipes participantes da Canadian Premier League de 2022. \| | \| Atlético Ottawa Cavalry FC FC Edmonton Forge FC HFX Wanderers Pacific FC Valour FC York UnitedLocalização das equipes participantes da Canadian Premier League de 2022. \| | \| Atlético Ottawa Cavalry FC FC Edmonton Forge FC HFX Wanderers Pacific FC Valour FC York UnitedLocalização das equipes participantes da Canadian Premier League de 2022. \| | \| Atlético Ottawa Cavalry FC FC Edmonton Forge FC HFX Wanderers Pacific FC Valour FC York UnitedLocalização das equipes participantes da Canadian Premier League de 2022. \| |
| Capacidade: 33 234 | \| Atlético Ottawa Cavalry FC FC Edmonton Forge FC HFX Wanderers Pacific FC Valour FC York UnitedLocalização das equipes participantes da Canadian Premier League de 2022. \| | \| Atlético Ottawa Cavalry FC FC Edmonton Forge FC HFX Wanderers Pacific FC Valour FC York UnitedLocalização das equipes participantes da Canadian Premier League de 2022. \| | \| Atlético Ottawa Cavalry FC FC Edmonton Forge FC HFX Wanderers Pacific FC Valour FC York UnitedLocalização das equipes participantes da Canadian Premier League de 2022. \| | \| Atlético Ottawa Cavalry FC FC Edmonton Forge FC HFX Wanderers Pacific FC Valour FC York UnitedLocalização das equipes participantes da Canadian Premier League de 2022. \| | \| Atlético Ottawa Cavalry FC FC Edmonton Forge FC HFX Wanderers Pacific FC Valour FC York UnitedLocalização das equipes participantes da Canadian Premier League de 2022. \| | \| Atlético Ottawa Cavalry FC FC Edmonton Forge FC HFX Wanderers Pacific FC Valour FC York UnitedLocalização das equipes participantes da Canadian Premier League de 2022. \| | \| Atlético Ottawa Cavalry FC FC Edmonton Forge FC HFX Wanderers Pacific FC Valour FC York UnitedLocalização das equipes participantes da Canadian Premier League de 2022. \| |
| | \| Atlético Ottawa Cavalry FC FC Edmonton Forge FC HFX Wanderers Pacific FC Valour FC York UnitedLocalização das equipes participantes da Canadian Premier League de 2022. \| | \| Atlético Ottawa Cavalry FC FC Edmonton Forge FC HFX Wanderers Pacific FC Valour FC York UnitedLocalização das equipes participantes da Canadian Premier League de 2022. \| | \| Atlético Ottawa Cavalry FC FC Edmonton Forge FC HFX Wanderers Pacific FC Valour FC York UnitedLocalização das equipes participantes da Canadian Premier League de 2022. \| | \| Atlético Ottawa Cavalry FC FC Edmonton Forge FC HFX Wanderers Pacific FC Valour FC York UnitedLocalização das equipes participantes da Canadian Premier League de 2022. \| | \| Atlético Ottawa Cavalry FC FC Edmonton Forge FC HFX Wanderers Pacific FC Valour FC York UnitedLocalização das equipes participantes da Canadian Premier League de 2022. \| | \| Atlético Ottawa Cavalry FC FC Edmonton Forge FC HFX Wanderers Pacific FC Valour FC York UnitedLocalização das equipes participantes da Canadian Premier League de 2022. \| | \| Atlético Ottawa Cavalry FC FC Edmonton Forge FC HFX Wanderers Pacific FC Valour FC York UnitedLocalização das equipes participantes da Canadian Premier League de 2022. \| |
| York United | \| Atlético Ottawa Cavalry FC FC Edmonton Forge FC HFX Wanderers Pacific FC Valour FC York UnitedLocalização das equipes participantes da Canadian Premier League de 2022. \| | \| Atlético Ottawa Cavalry FC FC Edmonton Forge FC HFX Wanderers Pacific FC Valour FC York UnitedLocalização das equipes participantes da Canadian Premier League de 2022. \| | \| Atlético Ottawa Cavalry FC FC Edmonton Forge FC HFX Wanderers Pacific FC Valour FC York UnitedLocalização das equipes participantes da Canadian Premier League de 2022. \| | \| Atlético Ottawa Cavalry FC FC Edmonton Forge FC HFX Wanderers Pacific FC Valour FC York UnitedLocalização das equipes participantes da Canadian Premier League de 2022. \| | \| Atlético Ottawa Cavalry FC FC Edmonton Forge FC HFX Wanderers Pacific FC Valour FC York UnitedLocalização das equipes participantes da Canadian Premier League de 2022. \| | \| Atlético Ottawa Cavalry FC FC Edmonton Forge FC HFX Wanderers Pacific FC Valour FC York UnitedLocalização das equipes participantes da Canadian Premier League de 2022. \| | \| Atlético Ottawa Cavalry FC FC Edmonton Forge FC HFX Wanderers Pacific FC Valour FC York UnitedLocalização das equipes participantes da Canadian Premier League de 2022. \| |
| York Lions | \| Atlético Ottawa Cavalry FC FC Edmonton Forge FC HFX Wanderers Pacific FC Valour FC York UnitedLocalização das equipes participantes da Canadian Premier League de 2022. \| | \| Atlético Ottawa Cavalry FC FC Edmonton Forge FC HFX Wanderers Pacific FC Valour FC York UnitedLocalização das equipes participantes da Canadian Premier League de 2022. \| | \| Atlético Ottawa Cavalry FC FC Edmonton Forge FC HFX Wanderers Pacific FC Valour FC York UnitedLocalização das equipes participantes da Canadian Premier League de 2022. \| | \| Atlético Ottawa Cavalry FC FC Edmonton Forge FC HFX Wanderers Pacific FC Valour FC York UnitedLocalização das equipes participantes da Canadian Premier League de 2022. \| | \| Atlético Ottawa Cavalry FC FC Edmonton Forge FC HFX Wanderers Pacific FC Valour FC York UnitedLocalização das equipes participantes da Canadian Premier League de 2022. \| | \| Atlético Ottawa Cavalry FC FC Edmonton Forge FC HFX Wanderers Pacific FC Valour FC York UnitedLocalização das equipes participantes da Canadian Premier League de 2022. \| | \| Atlético Ottawa Cavalry FC FC Edmonton Forge FC HFX Wanderers Pacific FC Valour FC York UnitedLocalização das equipes participantes da Canadian Premier League de 2022. \| |
| Capacidade: 4 000 | \| Atlético Ottawa Cavalry FC FC Edmonton Forge FC HFX Wanderers Pacific FC Valour FC York UnitedLocalização das equipes participantes da Canadian Premier League de 2022. \| | \| Atlético Ottawa Cavalry FC FC Edmonton Forge FC HFX Wanderers Pacific FC Valour FC York UnitedLocalização das equipes participantes da Canadian Premier League de 2022. \| | \| Atlético Ottawa Cavalry FC FC Edmonton Forge FC HFX Wanderers Pacific FC Valour FC York UnitedLocalização das equipes participantes da Canadian Premier League de 2022. \| | \| Atlético Ottawa Cavalry FC FC Edmonton Forge FC HFX Wanderers Pacific FC Valour FC York UnitedLocalização das equipes participantes da Canadian Premier League de 2022. \| | \| Atlético Ottawa Cavalry FC FC Edmonton Forge FC HFX Wanderers Pacific FC Valour FC York UnitedLocalização das equipes participantes da Canadian Premier League de 2022. \| | \| Atlético Ottawa Cavalry FC FC Edmonton Forge FC HFX Wanderers Pacific FC Valour FC York UnitedLocalização das equipes participantes da Canadian Premier League de 2022. \| | \| Atlético Ottawa Cavalry FC FC Edmonton Forge FC HFX Wanderers Pacific FC Valour FC York UnitedLocalização das equipes participantes da Canadian Premier League de 2022. \| |
| | \| Atlético Ottawa Cavalry FC FC Edmonton Forge FC HFX Wanderers Pacific FC Valour FC York UnitedLocalização das equipes participantes da Canadian Premier League de 2022. \| | \| Atlético Ottawa Cavalry FC FC Edmonton Forge FC HFX Wanderers Pacific FC Valour FC York UnitedLocalização das equipes participantes da Canadian Premier League de 2022. \| | \| Atlético Ottawa Cavalry FC FC Edmonton Forge FC HFX Wanderers Pacific FC Valour FC York UnitedLocalização das equipes participantes da Canadian Premier League de 2022. \| | \| Atlético Ottawa Cavalry FC FC Edmonton Forge FC HFX Wanderers Pacific FC Valour FC York UnitedLocalização das equipes participantes da Canadian Premier League de 2022. \| | \| Atlético Ottawa Cavalry FC FC Edmonton Forge FC HFX Wanderers Pacific FC Valour FC York UnitedLocalização das equipes participantes da Canadian Premier League de 2022. \| | \| Atlético Ottawa Cavalry FC FC Edmonton Forge FC HFX Wanderers Pacific FC Valour FC York UnitedLocalização das equipes participantes da Canadian Premier League de 2022. \| | \| Atlético Ottawa Cavalry FC FC Edmonton Forge FC HFX Wanderers Pacific FC Valour FC York UnitedLocalização das equipes participantes da Canadian Premier League de 2022. \| |
| Atlético Ottawa Cavalry FC FC Edmonton Forge FC HFX Wanderers Pacific FC Valour FC York UnitedLocalização das equipes participantes da Canadian Premier League de 2022. | | | | | | | |

## Temporada

### Temporada regular
A temporada regular será disputada entre 7 de abril e 9 de outubro. Cada equipe jogará duas partidas em casa e duas partidas fora de casa contra cada uma das outras sete equipes participantes, totalizando 28 partidas por equipe. A maior parte das partida será realizada nos fins de semana.
| Pos | Equipe          | J | V | E | D | GM | GC | SD | Pts | Qualificação e rebaixamento   |
| --- | --------------- | - | - | - | - | -- | -- | -- | --- | ----------------------------- |
| 1   | Pacific         | 6 | 4 | 1 | 1 | 8  | 6  | +2 | 13  | Classificado para os playoffs |
| 2   | York United     | 5 | 2 | 2 | 1 | 6  | 4  | +2 | 8   | Classificado para os playoffs |
| 3   | Cavalry         | 5 | 2 | 1 | 2 | 7  | 5  | +2 | 7   | Classificado para os playoffs |
| 4   | HFX Wanderers   | 5 | 2 | 1 | 2 | 5  | 4  | +1 | 7   | Classificado para os playoffs |
| 5   | Atlético Ottawa | 5 | 2 | 1 | 2 | 5  | 9  | −4 | 7   |                               |
| 6   | Valour          | 4 | 1 | 2 | 1 | 9  | 5  | +4 | 5   |                               |
| 7   | Forge           | 4 | 1 | 1 | 2 | 6  | 5  | +1 | 4   |                               |
| 8   | FC Edmonton     | 6 | 0 | 3 | 3 | 3  | 11 | −8 | 3   |                               |

Regras para classificação: 1) pontos; 2) pontos em confronto direto; 3) saldo de gols; 4) gols marcados; 5) vitórias; 6) minutos jogados por jogadores sub-21; 7) moeda ou sorteio.

### Resultados
|                 | ATO   | CAV   | FCE   | FOR   | HFX   | PAC   | VAL   | YOR   |
| --------------- | ----- | ----- | ----- | ----- | ----- | ----- | ----- | ----- |
| Atlético Ottawa | —     | 1–0   | 07/08 | 31/07 | 1–0   | 0–1   | 1–6   | 14/06 |
| Atlético Ottawa | —     | 09/07 | 02/09 | 27/08 | 17/08 | 05/06 | 17/07 | 09/10 |
| Cavalry FC      | 21/08 | —     | 26/06 | 27/07 | 11/06 | 2–0   | 21/05 | 19/07 |
| Cavalry FC      | 24/09 | —     | 30/07 | 12/08 | 14/07 | 08/10 | 02/10 | 27/08 |
| FC Edmonton     | 22/05 | 0–3   | —     | 31/05 | 14/06 | 0–0   | 1–1   | 1–1   |
| FC Edmonton     | 19/06 | 17/09 | —     | 25/09 | 28/08 | 09/07 | 08/10 | 01/07 |
| Forge FC        | 14/05 | 2–2   | 3–0   | —     | 06/08 | 12/06 | 29/06 | 20/08 |
| Forge FC        | 03/07 | 10/09 | 19/07 | —     | 09/10 | 16/08 | 23/07 | 01/10 |
| HFX Wanderers   | 30/06 | 15/05 | 3–1   | 23/05 | —     | 20/08 | 13/08 | 04/06 |
| HFX Wanderers   | 01/10 | 05/09 | 23/07 | 19/06 | —     | 24/09 | 10/09 | 01/08 |
| Pacific FC      | 13/08 | 30/06 | 14/05 | 2–1   | 2–1   | —     | 3–2   | 20/05 |
| Pacific FC      | 11/09 | 22/07 | 30/09 | 18/09 | 25/06 | —     | 28/05 | 03/09 |
| Valour FC       | 01/06 | 15/06 | 05/06 | 01/05 | 0–0   | 30/07 | —     | 15/05 |
| Valour FC       | 18/09 | 03/08 | 21/08 | 04/09 | 10/07 | 28/08 | —     | 07/08 |
| York United     | 2–2   | 2–0   | 09/09 | 1–0   | 0–1   | 18/06 | 26/06 | —     |
| York United     | 24/07 | 29/05 | 14/08 | 08/07 | 16/09 | 15/07 | 23/09 | —     |

### Playoffs
Os quatro primeiros colocados na temporada regular se qualificarão para os playoffs, que serão disputados entre 15 e 29 de outubro. O primeiro colocado receberá o quarto colocado e o segundo colocado receberá o terceiro colocado, ambos em jogo de ida e volta. Os vencedores dos confrontos se enfrentarão na final do campeonato, que será disputada em jogo único com mando de campo da equipe melhor colocada.
|  | Semifinais | Semifinais | Semifinais | Semifinais |  |  | Final | Final |
|  |            |            |            |            |  |  |       |       |
|  | (1)        |            |            |            |  |  |       |       |
|  | (4)        |            |            |            |  |  |       |       |
|  |            |            |            |            |  |  |       |       |
|  |            |            |            |            |  |  |       |       |
|  |            |            |            |            |  |  |       |       |
|  | (2)        |            |            |            |  |  |       |       |
|  |            |            |            |            |  |  |       |       |
|  | (3)        |            |            |            |  |  |       |       |

## Prêmios

### Equipe da Semana
O Gatorade Team of the Week (Equipe da Semana Gatorade) é selecionado pelo staff da OneSoccer.
| Equipe da Semana | Equipe da Semana            | Equipe da Semana                                                                      | Equipe da Semana                                                                        | Equipe da Semana                              | Equipe da Semana |
| Datas            | Goleiros                    | Defensores                                                                            | Meio-campistas                                                                          | Atacantes                                     | Ref              |
| ---------------- | --------------------------- | ------------------------------------------------------------------------------------- | --------------------------------------------------------------------------------------- | --------------------------------------------- | ---------------- |
| 7–10 de abril    | Oxner (HFX)                 | Mavila (Pacific) Yao (Cavalry) Đidić (Pacific) Fernandez (HFX)                        | Bassett (Atlético Ottawa) Aparicio (Pacific) Gonzalez (Edmonton) Warschewski (Edmonton) | Morelli (HFX) Díaz (Pacific)                  | [ 5 ]            |
| 15–17 de abril   | Ingham (Atlético Ottawa)    | Acosta (Atlético Ottawa) Singh (Edmonton) Espejo (Atlético Ottawa) N'sa (York United) | Musse (Cavalry) Gagnon-Laparé (HFX) Bassett (Atlético Ottawa) Bustos (Pacific)          | Mason (Cavalry) Shaw (Atlético Ottawa)        | [ 6 ]            |
| 22–24 de abril   | Giantsopoulos (York United) | Samuel (Forge) Zator (York United) Romeo (Valour)                                     | Levis (Valour) Aparicio (Pacific) Rampersad (HFX) Akio (Valour)                         | Riggi (Valour) Campbell (Forge) Dyer (Valour) | [ 7 ]            |